# Jasper Iwema
Jasper Iwema (Hooghalen, 15 de noviembre de 1989) es un piloto de motociclismo neerlandés, que compitió en el Campeonato del Mundo de Motociclismo desde 2007 hasta 2015.

## Biografía
Iwema debuta en el Mundial en la cilindrada de 125cc con una wild car en el GP de los Países Bajos de 2007 con Honda, sin obtener puntos. En 2008, vuelve a participar en el Gran Premio de su país con una wildcar a bordo de una Seel.
No sería hasta 2009 cuando disputaría su primera temporada completa con el equipo Racing Team Germany de una Honda RS125R. Su mejor resultado sería un decimotercer puesto en el GP de Francia y acaba la temporada en la posición 28.º del octavo de litro. Al año siguiente, salta a conducir a la Aprilia RSA 125 del equipo CBC Corse con Louis Rossi como compañero de equipo. Da un salto cualitativo acabando en la posición número 16 de la general con un octavo puesto en el GP de la República Checa como mejor resultado.
En el 2011 ficha por el team Ongetta-Abbink Metaal donde obtienen un décimo puesto en el GP de la República Checa y termina la temporada en la posición 23.º. La temporada de 2012 inicia la temporada en el equipo Moto FGR en la nueva categoría de Moto3, aunque no logra acabar el año después de ser sustituido por Josep Rodríguez.
La temporada 2013 pasa a militar en el equipo de RW Racing GP y sería la última que disputaría en su totalidad. Acabaría en la posición 24 de la nueva cilindrada. En los dos siguientes años competiría de manera puntual hasta retirarse en 2015.

## Resultados

### Por temporada
| Temp. | Cat.  | Moto      | Equipo                | Carreras | Victorias | Podios | Poles | V.Ráp. | Pts. | Pos. |
| ----- | ----- | --------- | --------------------- | -------- | --------- | ------ | ----- | ------ | ---- | ---- |
| 2007  | 125cc | Honda     | Abbink Bos Racing     | 1        | 0         | 0      | 0     | 0      | 0    | NC   |
| 2008  | 125cc | Seel      | Abbink Bos Racing     | 1        | 0         | 0      | 0     | 0      | 0    | NC   |
| 2009  | 125cc | Honda     | Racing Team Germany   | 15       | 0         | 0      | 0     | 0      | 3    | 28.º |
| 2010  | 125cc | Aprilia   | CBC Corse             | 16       | 0         | 0      | 0     | 0      | 34   | 16.º |
| 2011  | 125cc | Aprilia   | Ongetta-Abbink Metaal | 17       | 0         | 0      | 0     | 0      | 16   | 23.º |
| 2012  | Moto3 | FGR Honda | Moto FGR              | 13       | 0         | 0      | 0     | 0      | 9    | 26.º |
| 2013  | Moto3 | Kalex KTM | RW Racing GP          | 17       | 0         | 0      | 0     | 0      | 8    | 24.º |
| 2014  | Moto3 | FTR KTM   | KRP Abbink Racing     | 7        | 0         | 0      | 0     | 0      | 4    | 27.º |
| 2014  | Moto3 | Mahindra  | CIP                   | 7        | 0         | 0      | 0     | 0      | 4    | 27.º |
| 2015  | Moto2 | Speed Up  | Abbink GP             | 1        | 0         | 0      | 0     | 0      | 0    | NC   |
| 2021  | MotoE | Energica  | Pons Racing 40        | 6        | 0         | 0      | 0     | 0      | 11   | 18.º |
| Total | Total | Total     | Total                 | 94       | 0         | 0      | 0     | 0      | 85   |      |

### Por categoría
| Categoría | Temporadas      | 1.er Gran Premio  | 1.er Podio      | 1.ª Victoria    | Carreras | Victorias | Podios | Poles | V.Ráp. | Pts. | CM |
| --------- | --------------- | ----------------- | --------------- | --------------- | -------- | --------- | ------ | ----- | ------ | ---- | -- |
| 125 cc    | 2007–2011       | Países Bajos 2007 |                 |                 | 50       | 0         | 0      | 0     | 0      | 53   | 0  |
| Moto3     | 2012–2014       | Catar 2012        |                 |                 | 37       | 0         | 0      | 0     | 0      | 21   | 0  |
| Moto2     | 2015            | Países Bajos 2015 |                 |                 | 1        | 0         | 0      | 0     | 0      | 0    | 0  |
| MotoE     | 2021            | España 2021       |                 |                 | 6        | 0         | 0      | 0     | 0      | 11   | 0  |
| Total     | 2007–2015, 2021 | 2007–2015, 2021   | 2007–2015, 2021 | 2007–2015, 2021 | 94       | 0         | 0      | 0     | 0      | 85   |    |

### Carreras por año
(Carreras en negrita indica pole position, carreras en cursiva indica vuelta rápida)
| Año  | Cat.  | Moto      | 1      | 2       | 3       | 4      | 5      | 6       | 7       | 8       | 9       | 10      | 11     | 12      | 13      | 14      | 15      | 16      | 17      | 18     | Pts. | Pos. |
| ---- | ----- | --------- | ------ | ------- | ------- | ------ | ------ | ------- | ------- | ------- | ------- | ------- | ------ | ------- | ------- | ------- | ------- | ------- | ------- | ------ | ---- | ---- |
| 2007 | 125cc | Honda     | QAT -  | SPA -   | TUR -   | CHN -  | FRA -  | ITA -   | CAT -   | GBR -   | NED 32  | GER -   | CZE -  | RSM -   | POR -   | JPN -   | AUS -   | MAL -   | VAL -   |        | 0    | NC   |
| 2008 | 125cc | Seel      | QAT -  | SPA -   | POR -   | CHN -  | FRA -  | ITA -   | CAT -   | GBR -   | NED 28  | GER -   | CZE -  | RSM -   | IND -   | JPN -   | AUS -   | MAL -   | VAL -   |        | 0    | NC   |
| 2009 | 125cc | Honda     | QAT 23 | JPN Ret | SPA 24  | FRA 13 | ITA 23 | CAT 21  | NED 19  | GER 19  | GBR Ret | CZE Ret | IND -  | RSM 23  | POR 17  | AUS 22  | MAL 18  | VAL 18  |         |        | 3    | 28.º |
| 2010 | 125cc | Aprilia   | QAT 14 | SPA 10  | FRA 12  | ITA 14 | GBR 13 | NED 13  | CAT Ret | GER Ret | CZE 8   | IND 11  | RSM 21 | ARA Ret | JPN 15  | MAL Ret | AUS 16  | POR Ret | VAL -   |        | 34   | 16.º |
| 2011 | 125cc | Aprilia   | QAT 12 | SPA Ret | POR Ret | FRA 18 | CAT 17 | GBR Ret | NED Ret | ITA 14  | GER 15  | CZE 10  | IND 16 | RSM Ret | ARA Ret | JPN 13  | AUS Ret | MAL Ret | VAL 20  |        | 16   | 23.º |
| 2012 | Moto3 | FGR Honda | QAT 24 | SPA 17  | POR Ret | FRA 7  | CAT 16 | GBR 18  | NED 24  | GER Ret | ITA Ret | IND Ret | CZE 24 | RSM Ret | ARA Ret | JPN -   | MAL -   | AUS -   | VAL -   |        | 9    | 26.º |
| 2013 | Moto3 | Kalex KTM | QAT 13 | AME Ret | SPA 14  | FRA 21 | ITA 15 | CAT Ret | NED Ret | GER 14  | IND Ret | CZE 16  | GBR 28 | RSM 21  | ARA 22  | MAL Ret | AUS 20  | JPN 25  | VAL 21  |        | 8    | 24.º |
| 2014 | Moto3 | FTR KTM   | QAT -  | AME -   | ARG -   | SPA -  | FRA -  | ITA -   | CAT -   | NED 12  | GER -   | IND -   | CZE -  | GBR 23  | RSM -   |         |         |         |         |        | 4    | 27.º |
| 2014 | Moto3 | Mahindra  |        |         |         |        |        |         |         |         |         |         |        |         |         | ARA 16  | JPN 20  | AUS 16  | MAL Ret | VAL 20 | 4    | 27.º |
| 2015 | Moto2 | Speed Up  | QAT -  | AME -   | ARG -   | SPA -  | FRA -  | ITA -   | CAT -   | NED 25  | GER -   | IND -   | CZE -  | GBR -   | RSM -   | ARA -   | JPN -   | AUS -   | MAL -   | VAL -  | 0    | NC   |
| 2021 | MotoE | Energica  | SPA 11 | FRA 14  | CAT Ret | NED 16 | AUT 14 | RSM 14  | RSM     |         |         |         |        |         |         |         |         |         |         |        | 11   | 18.º |